# Pallone d'oro 1966
L’edizione 1966 del Pallone d'oro, 11ª edizione del premio calcistico istituito dalla rivista francese France Football, fu vinta dall'inglese Bobby Charlton (Manchester Utd).
I giurati che votarono furono 22, provenienti da Austria, Belgio, Bulgaria, Cecoslovacchia, Danimarca, Francia, Germania Ovest, Grecia, Inghilterra, Irlanda, Italia, Jugoslavia, Lussemburgo, Paesi Bassi, Polonia, Portogallo, Spagna, Svezia, Svizzera, Turchia, Ungheria e Unione Sovietica.

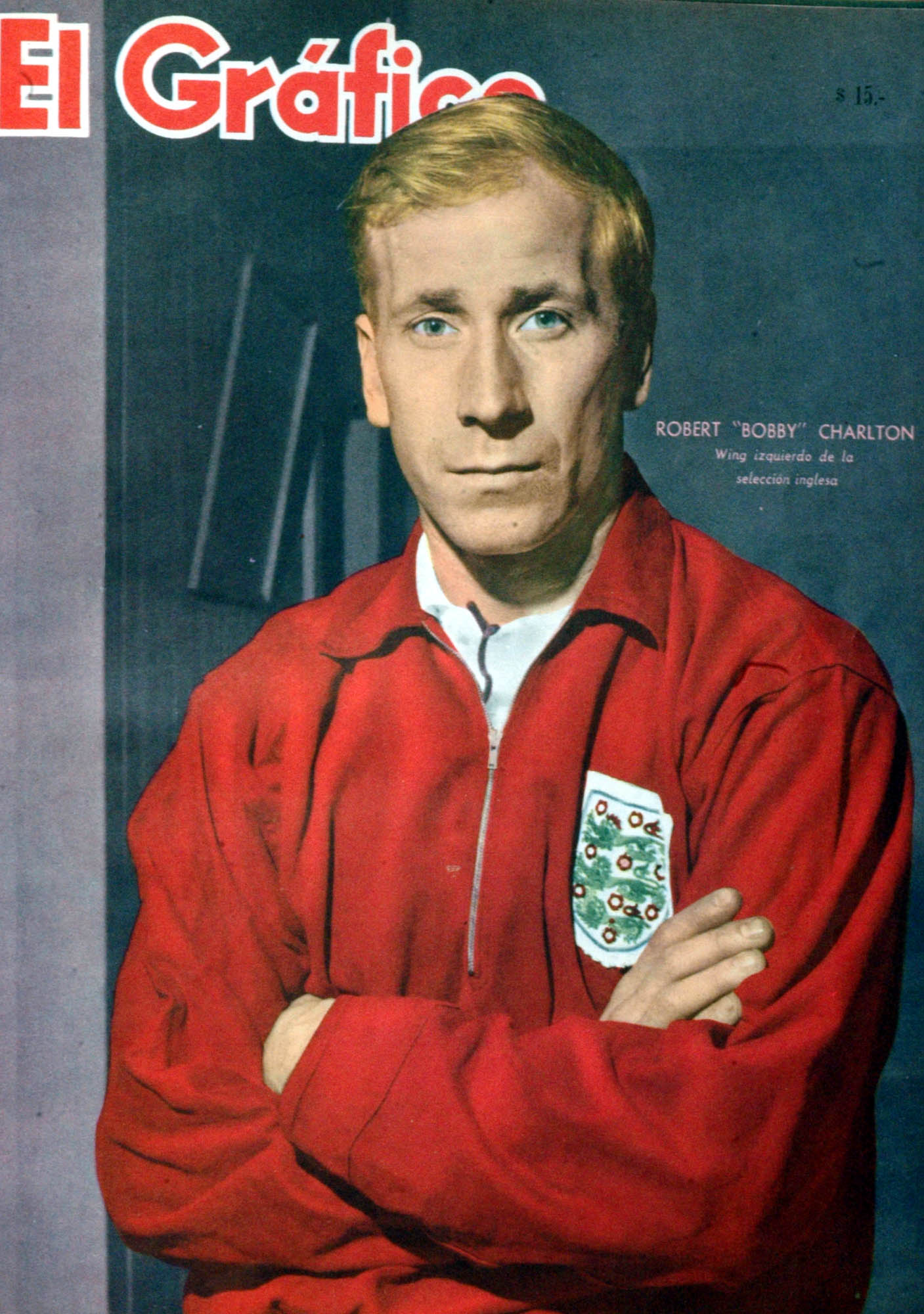
Bobby Charlton, vincitore del Pallone d'oro 1966.